# Łubowo (województwo wielkopolskie)
Łubowo (niem. Libau) – wieś (w XV-XVI w. miasto) w Polsce położona w województwie wielkopolskim, w powiecie gnieźnieńskim, siedziba gminy Łubowo.
W latach 1954–1972 wieś należała i była siedzibą władz gromady Łubowo. W latach 1975–1998 miejscowość administracyjnie należała do województwa poznańskiego.

## Historia
Łubowo wymieniane już w 1323 r., posiadało niegdyś status miasta, co zaświadcza dokument z 1458 r. Jednak już w 1570 oraz 1680 r. miejscowość wzmiankowana jest ponownie jako wieś. W l. 1793–1807 i 1815–1918 Łubowo znajdowało się na obszarze zaboru pruskiego.

## Zabytki
Drewniany kościół pw. św. Mikołaja z XVII wieku, kościół poewangelicki pw. Wniebowzięcia Najświętszej Maryi Panny z XIX/XX wieku oraz dawna gospoda z 1908.

## Linki zewnętrzne

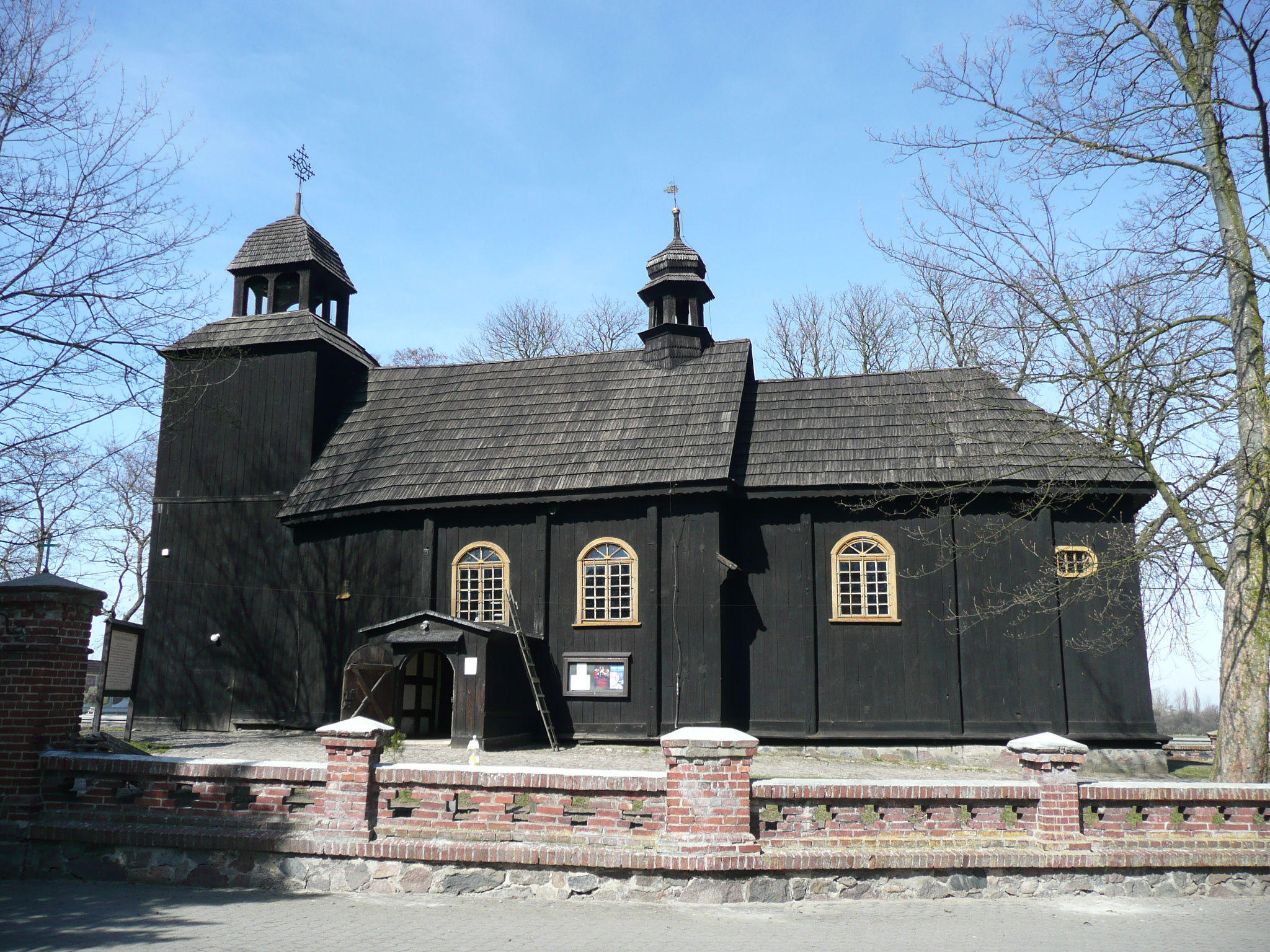
Kościół św. Mikołaja
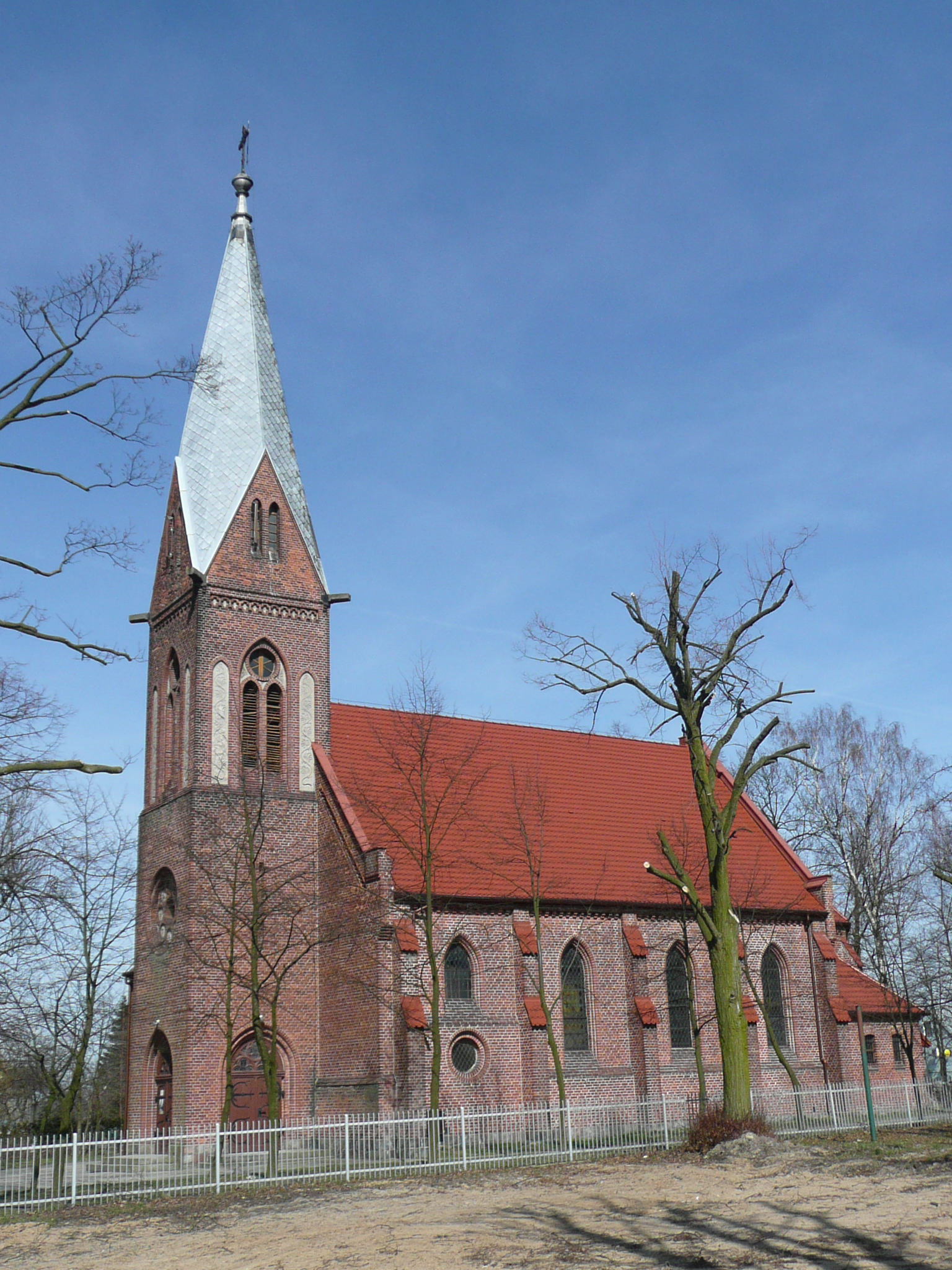
Kościół filialny